# فلافيو مانزوني
فلافيو مانزوني (بالإيطالية: Flavio Manzoni)‏ (ولد في 7 يناير 1965 في نورو، سردينيا) هو مهندس معماري إيطالي ومصمّم سيارات خارقة وسيارات طرق، وقد عمل في شركات مختلفة مثل فيراري، لانسيا، فولكس فاجن، وسيات (SEAT).
درس مانزوني الهندسة المعمارية في جامعة فلورنسا متخصصاً في التصميم الصناعي. في عام 1993 انضم إلى مركز ستايل لانسيا (Stile Lancia)، وبعد ثلاث سنوات أصبح مسؤولا عن التصميم الداخلي للماركة. وعمل علي مشاريع مختلفة مثل الدواخل لـ لانسيا ديالوغوس (Lancia Dialogos) ولـ مازيراتي3200 جي.تي. (Maserati 3200 GT). وفي عام 1999، انتقل إلى برشلونة ليصبح مدير التصميم الداخلي في سيات (SEAT)، وعمل على دواخل صناعة سيارات سيات ألتيا (SEAT Altea) وسيات ليون (SEAT Leon)، وعلى السيارات النموذجية سيات سالسا (Salsa SEAT) وسيات تانغو (SEAT Tango).
وفي عام 2001 عاد مانزوني إلى «لانسيا» وتم تعيينه مدير التصميم. تولى مسؤولية السيارات النموذجية لـ لانسيا غرانتوريسمو (Lancia Granturismo) ولانسيا غرانتوريسمو ستلنوفو (Lancia Granturismo Stilnovo) ولانسيا فولفيا كوبيه كونسبت (Lancia Fulvia Coupè Concept)، التي لاقت نجاحا كبيرا في معرض فرانكفورت للسيارات في عام 2003، وفازت سيارات لانسيا إبسيلون (Lancia Ypsilon) ولانسيا موزا (Lancia Musa) المصنعة، بـ «جائزة تصميم السيارات الأوروبية» في عام 2003 .
في عام 2004 تم تعيينه مدير التصميم لـ فيات ولانسيا وفيات LCV ، وبدء العمل على الـ فيات غراند بونتو (Fiat Grande Punto) وعلى سيارة فيات (Fiat 500) 500 الجديدة وعلى فيات فيورينو/كوبو (Fiat Fiorino/Qubo).
وشهد عام 2006 عودته إلى مجموعة فولكس فاجن، حيث تم تعيين مانزوني مدير التصميم الإبداعي لـ فولكس فاجن ، حيث قام بتصميم سيارة فولكسفاغن غولف MK6 وقد حدّد رؤية جديدة لكل من سكودا (Skoda) وبنتلاي (Bentley) وبوغاتي (Bugatti). وقد ابتكر فلافيو مانزوني نموذجا لسيارات !VW Up و !Space Up و !Space Up Blue و !e-Up و VW BlueSport roadster.
ومن ضمن تصنيع السيارات، وجنبا إلى جنب مع والتر دي سيلفا، لقد قام بتصميم الجيل الأخير لسيارات فولكس فاجن.
في يناير 2010 تم تعيين مانزوني نائب الرئيس الأول للتصميم في فيراري، بمهمة إعادة صياغة هوية العلامة التجارية الإيطالية. وكمدير للتصميم، قام بقيادة فريق مركز التصميم بغية تطوير مفهوم الفيراري FF ولافيراري،  ثم عرض في معرض باريس للسيارات، السيارة المكشوفة Ferrari SA Aperta، كما عرض F12 berlinetta في معرض جينيفا للسيارات عام 2012. وفي عام 2011 أضيف فلافيو مانزوني إلى قاعة المشاهير الخاصة بتصميم السيارات في المتحف الوطني للمركبات في تورينو، إيطاليا.
وفي مايو 2014، حصل على Compasso d’Oro ، وهي أقدم وأكثر جائزة شهرة في مجال التصميم الصناعي وذلك عن تصميم. F12berlinetta وفي ديسمبر 2014 وعلى حلبة ياس مارينا في أبو ظبي، عرضت FXXK كونها أقوى فيراري على الإطلاق. وعلى الرغم من ارتكازها جزئيا على أول سيارة هجينة التي تم انتاجها في مارانيلو، إن LaFerrari FXXK هي في الواقع سيارة جديدة بالكامل.
في شهر مارس من عام 2015 وتحت إدارته لمركز تصميم فيراري، فازت ثلاث سيارات فيراري بجائزة ريد دوت (Red Dot Award)، مسابقة التصميم العالمية المرموقة، وذلك عن كلّ من FXX K و California T و LaFerrari.
في عام 2016، فاز بجائزة ريد دوت «أفضل الأفضل» ("Red Dot" Best of the Best) لتصميم المنتجات  وذلك عن فيراري 488.